# 1900年パリオリンピック

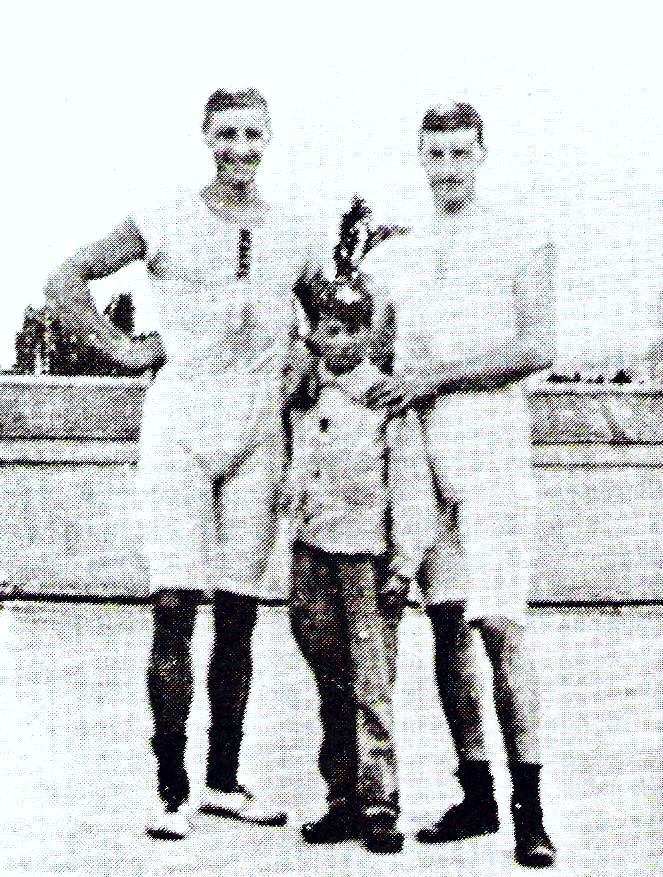
フランソワ・ブラント（左）、ルロフ・クレインと身元不詳の少年。

1900年パリオリンピック（1900ねんパリオリンピック）は、1900年5月14日から10月28日まで、フランスのパリで行われたオリンピック競技大会。パリ1900（Paris 1900）と呼称される。
オリンピックは自分たちの国技であると主張するギリシャの努力にもかかわらず、IOCは毎回異なる場所でオリンピックを行うことを決定した。また、この大会は万国博覧会の附属大会として行われたため、会期が5か月に及ぶことになった。
大会運営も混乱をきたし、メダルが与えられたのは、クーベルタンが運営に関わった陸上競技のみで、このメダルが実際に選手に届いたのは2年後の1902年のことであったといわれている。現在ではこの大会の陸上競技のみがオリンピックであったと公式に定められ、歴史の浅いオリンピックの黎明期を物語る大会となった。
なお、開催年である1900年はグレゴリオ暦の規定により閏年ではなく平年であったため、開催後121年に渡り平年に開催された唯一の夏季オリンピックであった。2020年（閏年）に開催が予定されていた東京オリンピックが新型コロナウイルス感染症 (COVID-19) の世界的流行の影響で2021年（平年）に延期された結果、平年開催の唯一の夏季オリンピックではなくなった。

## ハイライト
- ボート競技舵手付きペア種目では、オランダチームのコックス（舵手）であったヘルマナス・ブロックマン（英語版、オランダ語版）が体重が重すぎたため外され、その代役として、たまたま観客席にいた7歳から10歳くらいと見られるフランス人の少年が飛び入りで参加し、そのチームは優勝した。この少年は2021年現在でも史上最年少のオリンピック金メダリストの可能性があると推定されているが、本人は競技終了後、身元確認を受けることなく会場から姿を消してしまい、この少年の正確な年齢はおろか名前さえも分かっていない。この事実は1960年にオランダの歴史家がオランダチームのフランソワ・ブラント（英語版、オランダ語版）とルロフ・クレイン（英語版、オランダ語版）と共に少年が写った白黒写真を発見したことで知られるようになった。少年の写真は2016年現在、この1枚しか発見されていない。2016年にこの少年がフランス人ではなくジョージア人のギオルギ・ニコラゼ（グルジア語版）（Giorgi Nikoladze、1888年 - 1931年）であるという説が国際オリンピック史学会（英語版）（ISOH）に提出されたが[1]、反論もある[2]。
- 射撃では生きた鳩を的にして撃つ競技「生鳩射撃（英語版）[3]」が行われたが残虐的だと非難され、この大会のみの競技となった。代わって導入されたのがクレー射撃である。
- 凧揚げ・魚釣りなどの風変わりな競技もあった。
- この大会は陸上競技のみを正式に五輪競技とした一方、他の競技の勝利もIOCが公式に認めているため運営上矛盾が存在する。

## 実施競技
| - 陸上競技 - 水泳競技 - 競泳 - 水球 - 釣り - サッカー - テニス - ボート - 体操 - セーリング - 自転車 - 馬術 |  | - フェンシング - 射撃 - アーチェリー - バスクペロタ - ゴルフ - ポロ - クリケット - クロッケー - ラグビー - 綱引 |

## 各国の獲得メダル
| 順 | 国・地域           | 金 | 銀 | 銅 | 計  |
| -- | ------------------ | -- | -- | -- | --- |
| 1  | フランス（開催国） | 26 | 41 | 34 | 101 |
| 2  | アメリカ合衆国     | 19 | 14 | 14 | 47  |
| 3  | イギリス           | 15 | 6  | 9  | 30  |
| 4  | 混合チーム         | 6  | 3  | 3  | 12  |
| 5  | スイス             | 6  | 2  | 1  | 9   |
| 6  | ベルギー           | 5  | 5  | 5  | 15  |
| 7  | ドイツ             | 4  | 2  | 2  | 8   |
| 8  | イタリア           | 2  | 2  | 0  | 4   |
| 9  | オーストラリア     | 2  | 0  | 3  | 5   |
| 10 | デンマーク         | 1  | 3  | 2  | 6   |